# Forgó Bácsi Könyvtára
A Forgó Bácsi Könyvtára egy 19. század végi magyar ifjúsági könyvsorozat volt, amely az Eggenberger-féle kiadóvállalat gondozásában jelent meg Budapesten 1891 és 1899 között:
- 1. köt. Nellike és elbeszélések a kandalló mellett. Számos képpel. (128 l.) 1891.
- 2. köt. A kakuk óra. Egy lyukas hatos története és egyéb elbeszélések. Számos képpel. (124 l.) 1891.
- 3. köt. Kis mesekönyv Grimm testvérek gyüjteményéből. Válogatott mesék 5–8 éves gyermekek számára. (128 l.) 1891.
- 4. köt. Kis színdarabok gyermek-előadásokra. Több képpel. (124 l.) 1891.
- 5. köt. Aesopus. Tanulságos mesék. Számos fametszetü ábrával. (124 l.) 1891.
- 6. köt. Berti és Berta, vagy a hűség és szeretet győzelme. Kalandos elbeszélés, melynek színhelye két világrész. (123 l.) 1892.
- 7. köt. Az aranybegy és a kolibri madár és egyéb apró elbeszélések. (123 l.) 1892.
- 8. köt. Matyi és Peti, vagy az élet egy koralszigeten. Számos képpel. (128 l.) 1892.
- 9. köt. Francia tündérmesék. (Contes des fées.) Számos fametszetű ábrával. (115 l.) 1892.
- 10. köt. Két karácsony-est és egyéb elbeszélések. (127 l.) 1892.
- 11. köt. Ida néni. Roszcsont Ferke kalandjai vizen és szárazon. A Hudri-budri kompánia és apró versek. Számos képpel. (119 l.) 18…
- 12. köt. Cirmos cica naplójából és egyéb elbeszélések. (115 l.) 1894.
- 13. köt. Szidi néni. Regék görög hajdanból. (117 l.) 1894.
- 14. köt. Ida néni. Kis elbeszélések. (126 l.) 1897.
- 15. köt. A titok. A városi vendég. A piros kendő. (127 l.) 1897.
- 16. köt. Mit beszélnek a harangok és egyéb elbeszélések. (122 l.) 1897.
- 17. köt. A két testvér és egyéb elbeszélések. Számos képpel. (125 l.) 1899.